# Henrique Roxo
Henrique Britto de Belford Roxo (Rio de Janeiro, 4 de julho de 1877 — Rio de Janeiro, 17 de fevereiro de 1969) foi um médico psiquiatra brasileiro.
Seu nome batiza o Sanatório Henrique Roxo em Campos dos Goytacazes, referência municipal em assistência psiquiátrica.
Filho do engenheiro Raimundo Teixeira de Belford Roxo. Formou-se pela Faculdade de Medicina do Rio de Janeiro, com a tese de doutoramento Duração dos atos psíquicos elementares nos alienados em 1901. Foi catedrático de Clínica Psiquiátrica em 1921. Diretor do Instituto de Neuropatologia. Membro de inúmeras instituições médicas, nacionais e internacionais. Realizou diversos estudos na área de neuropsiquiatria e neurologia. Foi membro titular da Academia Nacional de Medicina, eleito em 1922.

## Obras
- Sífilis Cerebral, 1899
- Duração dos Atos Psíquicos Elementares nos Alienados, 1901
- Homens Histéricos, 1903
- Tratamento da Epilespia, 1905
- Tratamento das Psicastenias, 1907
- Opiomania, 1909
- Manual de Psiquiatria, 1921 e 1925
- Conceito Clínico das Parafrenias, 1922
- Tendências Modernas da Psiquiatria, 1925